# Bơ

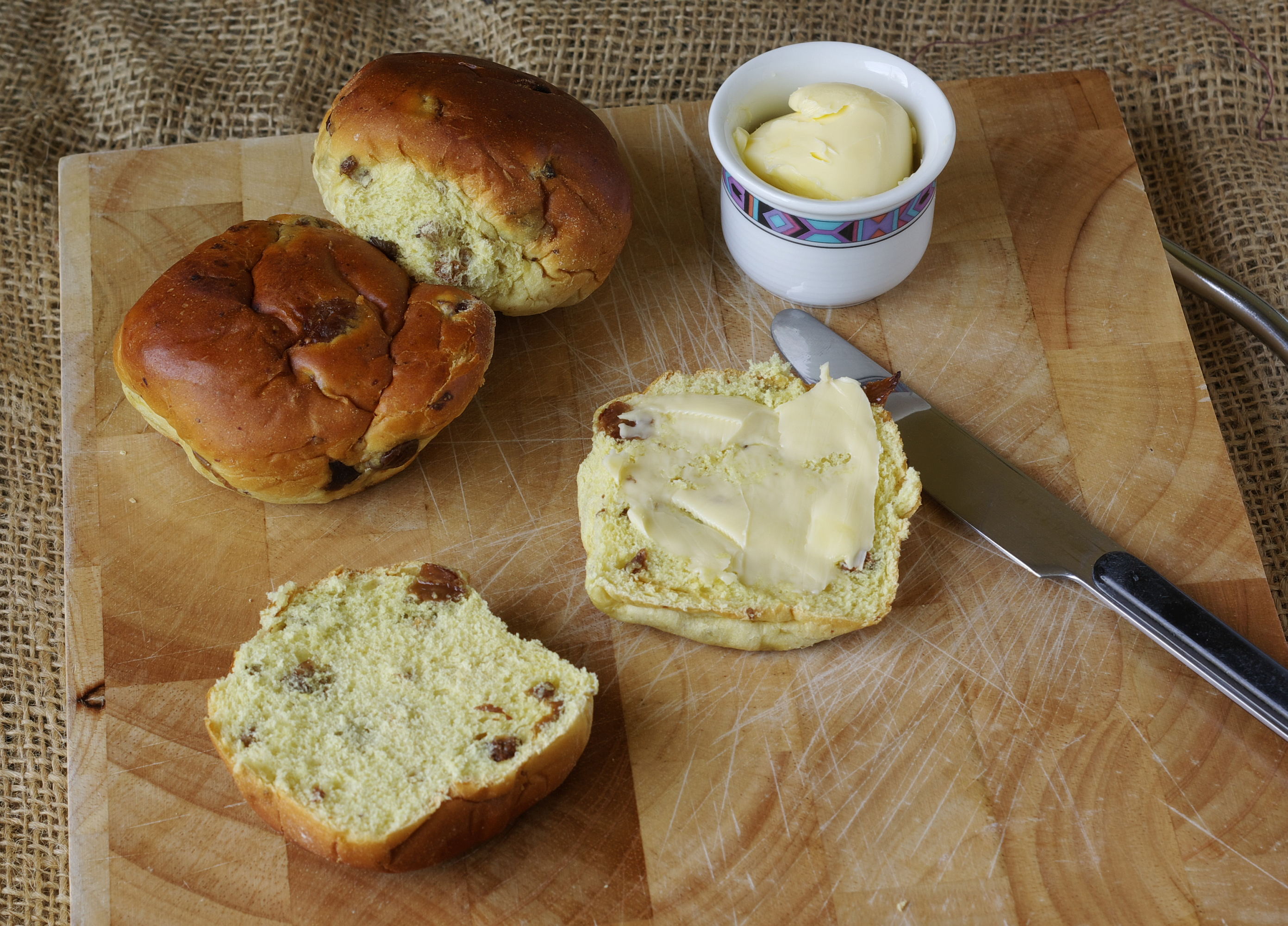
Bơ phết lên bánh mì

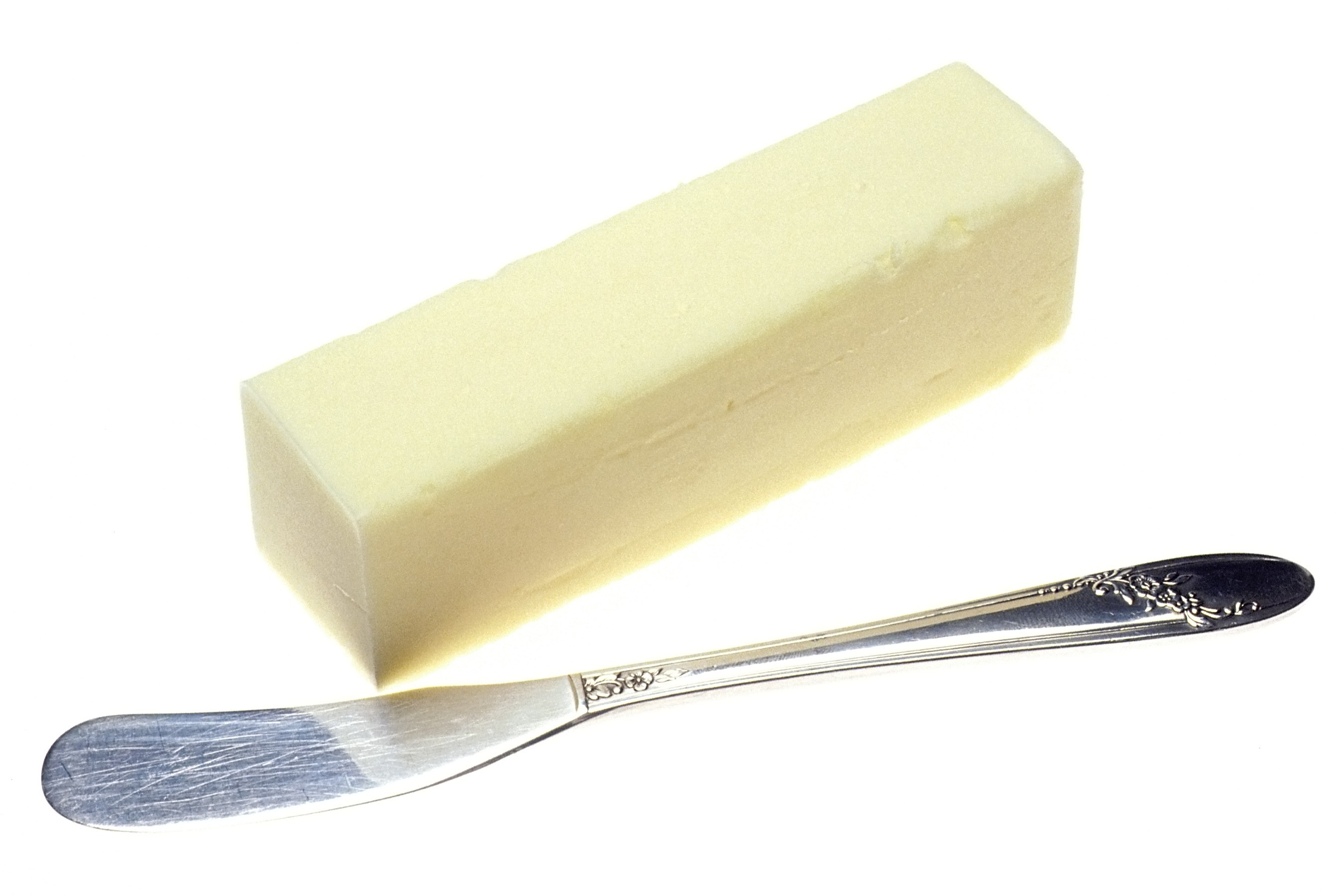
Một khối bơ và dao quết bơ

Bơ (phiên âm từ tiếng Pháp beurre /bœʁ/) là một sản phẩm từ sữa được làm bằng cách đánh sữa hoặc kem tươi hay đã được lên men. Vào cuối thế kỷ 19 khi sản phẩm này mới du nhập Việt Nam, tiếng Việt gọi nó là "mỡ sữa bò".

## Ứng dụng
Bơ được dùng để quết lên bánh mì, dùng làm gia vị, cũng như dùng trong nấu nướng chẳng hạn như làm nước xốt, rán, nướng. Bơ có cấu tạo từ chất béo bơ bao quanh những giọt nước và đạm sữa nhỏ xíu.

## Sản xuất bơ
Người ta thường làm bơ từ sữa bò, nhưng bơ cũng có thể được làm từ sữa của các loài động vật có vú khác như cừu, dê, trâu và yak. Muối ăn, chất tạo mùi, hay chất bảo quản đôi khi cũng được cho vào bơ. Khi bơ được thắng lại sẽ cho ra loại "bơ nguyên chất", chỉ toàn là chất béo bơ.

## Bảo quản
Khi để trong tủ lạnh, bơ trở nên cứng, nhưng sẽ mềm đủ để quết được sau một thời gian để trong nhiệt độ phòng, bơ chảy lỏng tại nhiệt độ 32–35 °C (90–95 °F). Tỷ trọng của bơ là 911 kg/m³. Bơ thường có màu vàng nhạt nhưng cũng thể có gam màu từ vàng thẫm đến gần như trắng. Màu sắc của bơ phụ thuộc vào quy chế lương thực của động vật cho sữa. Trong các quy trình sản xuất công nghệ, màu của bơ căn cứ vào phẩm màu thực phẩm, thông dụng nhất là điều màu hay carotene.

## Dinh dưỡng
Theo số liệu của USDA (Bộ Nông nghiệp Hoa Kỳ), một thìa cà phê bơ (14 g) chứa năng lượng 420 kJ, tất cả từ chất béo gồm 11 g, trong đó 7 g chất béo no và 30 mg cholesterol. Bơ chứa chủ yếu chất béo no (bão hòa) và là nguồn cholesterol đáng kể. Vì vậy ăn nhiều bơ có thể dẫn đến một số nguy cơ đối với sức khỏe, đặc biệt là bệnh tim. Margarine được khuyên dùng thay cho bơ vì có chứa hàm lượng chất béo chưa no lớn hơn và chứa ít hoặc không chứa cholesterol, tuy nhiên trong một số năm gần đây, người ta nhận thấy rằng chất béo chuyển hóa có trong dầu hydrat hóa trong margarine cũng gây ra các vấn đề về cholesterol. Hiện nay đã có margarine không chứa chất béo chuyển hóa.
|                             | Chất béo tổng số | Chất béo bão hòa | Chất béo không no đơn | Chất béo không no đa | Protein |
| Dầu shortening (hydrat hóa) | 71g              | 23g              | 8g                    | 37g                  | 0g      |
| Dầu hướng dương             | 100g             | 10g              | 20g                   | 66g                  | 0g      |
| Dầu đậu nành                | 100g             | 16g              | 23g                   | 58g                  | 0g      |
| Dầu ôliu                    | 100g             | 14g              | 73g                   | 11g                  | 0g      |
| Mỡ lợn                      | 100g             | 39g              | 45g                   | 11g                  | 0g      |
| Bơ                          | 81g              | 51g              | 21g                   | 3g                   | 1g      |

## Các loại bơ khác
- Bơ đậu phộng
- Bơ hỗn hợp